# Karin von Wangenheim
Karin von Wangenheim (29 de octubre de 1937-16 de abril de 2019) fue una actriz, pintora y dibujante alemana.

## Biografía
Nacida en Dahlem, Alemania, sus padres eran Luise Marie Elisabeth, Princesa de Sachsen-Meiningen, y Götz Freiherr von Wangenheim. Su padre murió en 1941 durante la Segunda Guerra Mundial en la Unión Soviética, por lo que creció como medio huérfana junto a su hermano Ernst Friedrich en Turingia. Karin von Wangenheim estudió actuación en la Escuela Falckenberg de Múnich, a la vez que tomó lecciones privadas de Joseph Offenbach. Debutó teatralmente en 1959 en Lübeck, trabajando posteriormente como actriz invitada y en giras teatrales. Además de su trabajo teatral, actuó para la radio y en tareas de doblaje. Von Wangenheim publicó también un volumen de historias titulado Fabularasa, y escribió poemas y narraciones para revistas y antologías.
A partir de 1964 ganó importancia su carrera televisiva, actuando en diferentes producciones, algunas de ellas dirigidas por su esposo, el director Hans Dieter Schwarze. A partir de 1972 dejó casi completamente la actuación ante las cámaras. Así, tras una última interpretación en 1981 en la serie Tatort, Karin von Wangenheim decidió estudiar pintura con Claus Bertelsmann. A partir de 1982 trabajó como artista independiente, exponiendo sus obras en Múnich, Münster, Hamburgo, Kassel, Passau y también en Siria. Karin von Wangenheim dirigió una galería online y una pequeña editorial. 
Karin von Wangenheim falleció en abril de 2019 en Anterskofen, Baviera.

## Filmografía
- 1964 : Die Teilnahme (telefilm)
- 1964 : Darf ich Sie eine Minute sprechen? (corto)
- 1967 : Siedlung Arkadien (telefilm)
- 1968 : Der blaue Strohhut (telefilm)
- 1968 : Madame Bovary (telefilm)
- 1969 : Die mißbrauchten Liebesbriefe (telefilm)
- 1970 : Die Taubenaffäre (telefilm)
- 1970 : Gefährliche Neugier (telefilm, guionista)
- 1971 : Ende einer Dienstfahrt (telefilm)
- 1972 : Tatort (serie TV), episodio Der Fall Geisterbahn
- 1974 : Zwischenstationen (serie TV, un episodio)
- 1975 : Lichtspiele am Preußenkorso (miniserie TV)
- 1980 : Die unsterblichen Methoden des Franz Josef Wanninger (serie TV, un episodio)
- 1981 : Tatort (serie TV), episodio Das Zittern der Tenöre